# دانيال رانجيل
دانيال رانجيل (بالبرتغالية: Daniel Rangel‏)، ولد في 9 أكتوبر 1995 في كامبوس دوس غويتاكازس، هو ممثل برازيلي.
في أكتوبر 2016 ، بعد لقاء الممثلة حنا رومانازي في ورشة عمل تروبي سينا التي أقيمت في قناة غلوبو، بدأوا العلاقة، وتعارف في يناير 2017. وانتهت العلاقة في يوليو 2018. بعد فترة وجيزة من ثلاثة بعد أشهر، في أكتوبر استأنفوا المواعدة. انتهت العلاقة مرة أخرى في نوفمبر 2019. عاد الاثنان معًا في وقت لاحق وما زالا معًا حتى اليوم.

## روابط خارجية
- دانيال رانجيل في قاعدة بيانات الأفلام على الإنترنت
- دانيال رانجيل على إنستغرام